# Chioma (torrente)
Il Chioma è un corso d'acqua a regime torrentizio delle Colline livornesi. In tutto il suo percorso attraversa i comuni di Livorno e Rosignano Marittimo. Il regime tipicamente torrentizio fa sì che d'estate secchi completamente, raggiungendo però una portata elevata in autunno, inverno e primavera.
La valle del Chioma è una delle più ampie e suggestive delle Colline livornesi.

## Il corso del torrente Chioma
Il corso d'acqua pone le sue sorgenti sul versante sud del Monte Maggiore (454 metri), presso la località La Palazzina, raggiungibile da Livorno sulla strada provinciale della frazione di Gabbro. Per tutto il suo corso funge da confine tra i comuni di Livorno e Rosignano Marittimo, secondo gli antichi confini del Capitanato Vecchio, già stabiliti durante il Quattrocento.
Dopo un tratto scosceso (circa tre chilometri), cala la pendenza, e il corso d'acqua si immette in un'ampia valle collinare, raggiungendo il Podere del Gorgo. Lì a 90 metri s.l.m., viene raggiunto dal Botro Quarata, un ruscello proveniente dal vicino Montenero.
Il Torrente Chioma, adesso più ampio e con un letto ben scavato, prosegue il suo percorso non ricevendo però affluenti rilevanti. Dopo aver passato l'Aurelia presso la località Chioma, si immette nel Mar Ligure passando da un porticciolo detto appunto Porticciolo del Chioma. 

### Affluenti
- Botro Quarata, da Montenero, 4 km
- Botro da loc. Nibbiaia, 3 km

## Luoghi attraversati

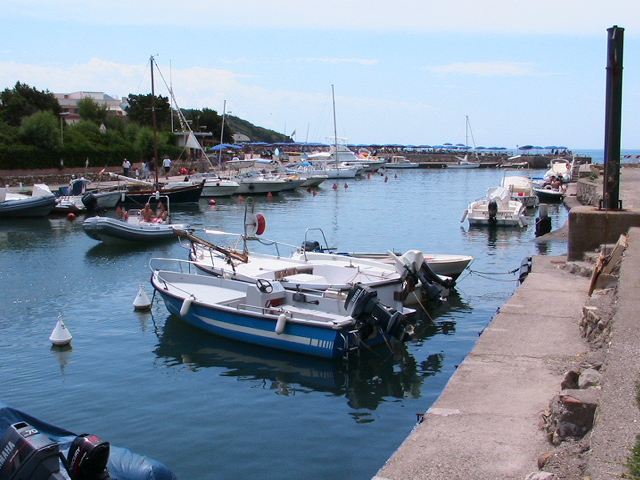
Il porticciolo del Chioma

Durante il suo corso, il fiume Chioma attraversa diverse località, per lo più fattorie e poderi.
- La Palazzina, 220 m s.l.m.
- Podere del Gorgo, 90 m s.l.m.
- C. Botrone, 81 m s.l.m.
- La Chioma, 12 m s.l.m.
- Porticciolo del Chioma, 0 m s.l.m.

## Curiosità
Negli anni cinquanta del XX secolo sul torrente venne costruito un ponte di legno (di cui rimangono alcuni resti), finanziato dalla casa di produzione del film Il ponte sul fiume Kwai, in uscita nelle sale in quei giorni. Il ponte era stato chiesto alla Befana come regalo da una bambina costretta ogni giorno a guadare il corso d'acqua per raggiungere la scuola elementare di Nibbiaia.
In prossimità della riva si notano ancora alcuni tratti dell'antica costa marina pleistocenica.